# Kolijevka
Kolijevka (cyr. Колијевка) – wieś w Czarnogórze, w gminie Pljevlja. W 2003 roku liczyła 10 mieszkańców.